# Clavipalpus aequatorialis
Clavipalpus aequatorialis är en skalbaggsart som beskrevs av Moser 1918. Clavipalpus aequatorialis ingår i släktet Clavipalpus och familjen Melolonthidae. Inga underarter finns listade i Catalogue of Life.